# Елань-Коленовский
Елань-Коленовский — посёлок городского типа (с 7 февраля 1939 года) в Новохопёрском районе Воронежской области России. Административный центр Елань-Коленовского городского поселения.
Население — 3274 чел. (2021).
Распоряжением Правительства РФ от 29 июля 2014 года № 1398-р «Об утверждении перечня моногородов» пгт включён в категорию «Монопрофильные муниципальные образования Российской Федерации (моногорода), в которых имеются риски ухудшения социально-экономического положения».

## География
Расположен на реке Елань (бассейн Дона), у железнодорожной станции Ольха (на линии Лиски—Поворино), примерно посредине между Новохопёрском и Таловой.

## История
Посёлок основан в 1936 году в связи со строительством самого крупного (на тот момент) в СССР сахарного завода. На 2018 год среднесписочная численность сотрудников на сезонный период составила 629 человек.  Завод входит в состав агрохолдинга «Продимекс».
Статус посёлка городского типа — с 1939 года.

## Население
| 1959  | 1970  | 1979  | 1989  | 2002  | 2009  | 2010  | 2012  | 2013  |
| ----- | ----- | ----- | ----- | ----- | ----- | ----- | ----- | ----- |
| 6969  | ↘6737 | ↘5816 | ↘5085 | ↘4170 | ↘3437 | ↗3916 | ↘3829 | ↘3775 |
| 2014  | 2015  | 2016  | 2017  | 2018  | 2020  | 2021  |       |       |
| ↘3706 | ↘3635 | ↘3547 | ↘3534 | ↗3570 | ↘3493 | ↘3274 |       |       |

Национальный состав Елань-Коленовска по данным переписи населения 1939 года: русские — 73 % или 3073 чел., украинцы — 24,4 % или 1026 чел.

## Инфраструктура
В посёлке действует Елань-Коленовский сахарный завод (ОАО «ЕКСЗ»), входящий в группу «Продимекс».
В посёлке имеются: общеобразовательная школа, профессиональное училище, а также музыкальная и художественная школы. Работает дворец культуры «Кристалл».